# Austin-Gletscher
Der Austin-Gletscher ist ein Gletscher im Norden Südgeorgiens. Er fließt in nördlicher Richtung zum Beckmann-Fjord, eine Nebenbucht der Bay of Isles.
Der Name des Gletschers findet sich erstmals auf Kartenmaterial der britischen Admiralität. Der weitere Benennungshintergrund ist nicht überliefert.